# Maggie Voisin
Maggie Voisin, née le 14 décembre 1998 à Whitefish, Montana est une skieuse acrobatique américaine.

## Biographie
En 2014, elle est sélectionnée dans l'équipe olympique américaine pour les jeux olympiques d'hiver. Peu avant la compétition, elle se blesse et ne peut pas y participer. Lors des X Games d'hiver de 2014, Voisin remporte la médaille d'argent en slopestyle et devient la plus jeune skieuse médaillée aux X games. En 2018, elle remporte la médaille d'or en slopestyle lors des X Games d'hiver. Elle fait partie de l'équipe olympique américaine pour les jeux olympiques d'hiver de 2018 à Pyeongchang